# Rodolfo Cerrón Palomino
Rodolfo Marcial Cerrón-Palomino (* Chongos Bajo, Chupaca, Junín, Perú, 10 de febrer de 1940 -) és un lingüista peruà dedicat a les llengües andines, especialment el quítxua, l'aimara, el mochica, i el chipaya.

## Ruta vital y académica
Rodolfo Cerrón va realitzar els seus estudis primaris i secundaris en el seu lloc d'origen, en la Gran Unitat Escolar Santa Isabel. Entre 1960 i 1965 va estudiar en la Universitat Nacional Major de San Marcos (UNMSM), on es va doctorar (1973). Va fer estudis de postgrau en la universitat nord-americana Universitat Cornell (1968-1969), en la qual va obtenir grau de mestratge, i d'Illinois (seu Urbana-Champaign, 1974-1976), on va optar el doctorat en Lingüística, i, posteriorment la universitat d'Illinois li atorga el grau de Ph D el 1976.
Encarregat pel Ministeri d'Educació del Perú, va elaborar un diccionari i una gramàtica del Quítxua Wanka, publicats el 1976.
En la Universitat Nacional Major de San Marcos, va estudiar lingüística general sota l'orientació d'Alberto Escobar i Luis Jaime Cisneros i lingüística andina amb l'assessorament de Gary Parker. Com a lingüista es va iniciar fent treballs descriptius i dialectológicos de l'àrea quítxua de la Vall del Mantaro (veure el seu llibre de resum Llengua i societat a la Vall del Mantaro, 1989). Més tard va anar eixamplant els seus coneixements sobre el quítxua, arribant a cobrir tota la família lingüística, com es reflecteix en el seu llibre Lingüística Quítxua (1987, amb reedició en 2003) i en una dotzena de treballs apareguts en revistes nacionals i estrangeres que seran publicats en un volum especial.
El 1994, va publicar un diccionari del quítxua meridional, proposant un estàndard ortogràfic unificat per a totes les variants quítxues del Perú meridional, de Bolívia i l'Argentina. Aquest estàndard ha estat acceptat per moltes institucions al Perú i és usat oficialment per al quítxua a Bolívia.
Posteriorment, incursionó en l'aimara, realitzant estudis descriptius i contrastius, plasmats en el seu llibre Quechumara: estructuras paralelas del quechua y del aimara (1994, amb reedició en 2007), i de reconstrucció, segons pot consultar-se en Lingüística Aimara (2000), així com en una altra dotzena de treballs que esperen la seva recopilació en volum a part. Fent un parèntesi en l'abordatge de totes dues llengües, va fer estudis sobre la llengua mochica, com ho testifica el seu llibre La lengua de Naimlap (1995).
Des dels inicis del present mil·lenni fa treballs de camp a la ciutat d'Oruro (Bolívia), a fi de descriure, per primera vegada en forma sistemàtica i exhaustiva, la gramàtica del chipaya, l'últim romanent de la llengua uro. Com a resultat d'això ha publicat El chipaya o la lengua de los hombres del agua (2006) i tenia preparats el Vocabulario chipaya-castellano/castellano-chipaya, de pròxima aparició (2008), a més d'altres treballs, aquesta vegada històric-comparatius, dins de la mateixa família uro. D'un altre costat, no li han estat aliens l'estudi i la reflexió sobre el castellà andí, de forta empremta quítxua i aimara, com ho proven els seus treballs recopilats en un sol volum sota el títol de Castellano Andino (2003). Tampoc va descurar l'estudi del quítxua clàssic, al qual li va dedicar alguns treballs importants, entre ells l'estudi i la reedició de la gramàtica i el lèxic de Domingo de Santo Tomás (1994, 1995), així com també de l'Anònim de 1586, que es troba en preparació. Últimament està abocat en la recerca de l'onomàstica andina, concretament en la referida a la terminologia institucional incaica i a la toponímia, l'estudi de la qual continua desatès pels especialistes. En tal sentit, el seu llibre Onomàstica Andina, de pròxima aparició (2008), cerca establir les bases fonamentals del treball etimològic en el camp de la lingüística andina.
Es va iniciar com a docent en la seva alma mater, on va completar la seva carrera (1970-1991). Professor emèrit de Sant Marcos, és des de 1998 docent a temps complet en la Pontifícia Universitat Catòlica del Perú. En la seva vasta trajectòria acadèmica i investigatoria, Rodolfo Cerrón-Palomino ha participat en nombrosos congressos i simposis, nacionals i internacionals, moltes vegades en qualitat de convidat especial. Ha estat professor visitant en diferents universitats dels Estats Units, Europa i Amèrica Llatina i ha merescut diverses beques i distincions de nivell internacional.
És membre de número de l'Acadèmia Peruana de la Llengua (Espanyola) i de l'Acadèmia Peruana de la Història. És fins ara l'únic lingüista peruà que ha estat nomenat membre honorari de la Linguistic Society of America.

## Reconeixements i distincions
- Una antologia de PUCP amb el títol "Estudios sobre lenguas andinas y amazónicas/ Homenaje a Rodolfo Cerrón-Palomino", editores Willem Adelaar, Pilar Valenzuela y Roberto Zariquiey" " 2011, Fondo editorial PUCP.
- Doctor Honoris Causa per la Universitat Nacional de l'Altiplà de Puno (2016)[5]

## Publicacions datades
- 1976 Gramática del Quechua de Junín-Huanca. Ministerio de educación del Perú
- 1976 Diccionario Quechua de Junín-Huanca- Castellano y vice versa. Ministerio de educación del Perú
- 1987 Unidad y diferenciación lingüística en el mundo andino. Lexis, 11: 1, pp. 71-010-t. También en López, Luis Enrique (Comp.) Pesquisas en lingüística andina. Lima: Gráfica Bellido, pp. 121-152.
- 1987 Lingüística Quechua. Cuzco, Perú: Bartolomé de Las Casas
- 1989 Quechua y mochica: lenguas en contacto. Lexis, 13: 1, pp. 47-68.
- 1989 Lengua y sociedad en el Valle del Mantaro. Lima: Instituto de Estudios Peruanos.
- 1990 Reconsideración del llamado quechua costeño. Revista Andina, 16: 2, pp. 335-409.
- 1991 El Inca Garcilaso o la lealtad idiomática. Lexis, 1.5: 2, pp. 133-178.
- 1992 Diversidad y unificación léxica en el mundo andino. En Godenzzi, Juan Carlos (Comp.) El quechua en debate: ideología normal y enseñanza. Cuzco: C.E.R.A. "Bartolomé de Las Casas", pp. 205–235.
- 1993 Los fragmentos de Gramática del Inca Garcilaso. Lexis, 17: 2, pp. 219–257.
- 1994 Quechua sureño, diccionario unificado quechua-castellano, castellano-quechua. Lima, Biblioteca Nacional del Perú.
- 1994 Quechumara. Estructuras paralelas del quechua y del aimara. Lima: CIPA, 42
- 1995 La lengua de Naimlap (reconstrucción y obsolescencia del mochica). Lima: Fondo editorial de la PUC.
- 1996 "El Nebrija indiano". Prólogo a la edición de la Grammatica de Fray Domingo de Santo Tomás, Cuzco: C.E.R.A. Bartolomé de las Casas.
- 1998 El cantar de Inca Yupanqui y la lengua secreta de los incas. Revista Andina, 32, pp. 417–452.
- 1999 Tras las huellas del aimara cuzqueño. Revista Andina, 33, pp. 137–161.
- 2000 Lingüística aimara Cuzco: C.E.R.A. Bartolomé de Las Casas.
- 2003. Castellano Andino. Aspectos sociolingüísticos, pedagógicos y gramaticales. Lima: PUCP.
- 2006 El chipaya o la lengua de los hombres del agua Lima: PUCP.
- 2008 Voces del Ande. Ensayos sobre Onomástica Andina Lima: PUCP.
- 2013 Las lenguas de los incas: el puquina, el aimara y el quechua Frankfurt am Main: Peter Lang.